# Chromosom 3
Chromosom 3 – jeden z 23 parzystych chromosomów człowieka. DNA chromosomu 3 liczy około 200 milionów par nukleotydów, co stanowi około 6,5% materiału genetycznego ludzkiej komórki. Liczbę genów mających swoje locus na chromosomie 3 szacuje się na 1100–1500.

## Geny i locus
- ALAS1
- BTD
- CCR5
- CPOX
- HGD
- MCCC1
- MITF
- MLH1 – 3p21.3
- PCCB
- PDCD10
- PIK3CA
- RAB7
- SCN5A
- SLC25A20
- TMIE
- TP63
- USH3A
- VHL
- ZNF9.

## Choroby
Następujące choroby związane są z mutacjami w obrębie chromosomu 3:

- alkaptonuria
- niedobór biotynidazy
- zespół Brugadów
- niedobór translokazy karnityna:acylokarnityna
- choroba Charcota-Mariego-Tootha
- wrodzona koproporfiria
- zespół Lyncha
- niedobór karboksylazy 3-metylokrotonylo-CoA
- dystrofia miotoniczna
- porfiria
- acydemia propionowa
- zespół Romano-Warda
- zespół Ushera
- zespół von Hippla-Lindaua
- zespół Waardenburga
- autyzm dziecięcy
- wrodzona głuchota
- cukrzyca
- Zespół Muira-Torre’a
- ataksja rdzeniowo-móżdżkowa
- zespół moyamoya
- wrodzona hipobetalipoproteinemia
- mukopolisacharydozy
- złośliwa hipertermia
- atransferazynemia
- niedobór białka S
- xeroderma pigmentosum
- choroba Haileya-Haileya
- arytmogenna dysplazja prawej komory
- zespół Moebiusa
- zespół Fanconiego-Bickela
- zespół Bernarda-Souliera
- epidermolysis bullosa.